# Словеначка сељачка буна (1515)
Словеначка сељачка буна (1515) био је устанак словеначких кметова против феудалаца, који је захватио готово сву Словенију, у којем је учествовало око 80.000 устаника. Била је то највећа средњовековна буна југословенских народа која је трајала 4 месеца, а са припремама и уводним сукобима преко годину дана.

## Позадина
Крајем 15. и почетком 16. века феудални поредак у словеначким земљама почео је западати у све озбиљнију кризу, а у најтежем положају нашло се словеначко сељаштво, тако да многи нису више могли живети од земље. Радне, натуралне и новчане дажбине све више су их притискивале. Кметови су били обавезни да феудалном господару одраде тлаку, предају део својих годишњих производа (давшчина), дају за најам део жита и осталих пољопривредних производа (и неродне године), део стоке и сточних производа, од пчеларства део меда, а од виноградарства одређену количину вина или новца. Кмет је плаћао и ванредне намете феудалцу, цркви десетину, а покрајинском кнезу одређену количину овса за војне потребе. Феудалци су у трговини убирали царину, односно митнину, и кметовима онемогућавали трговину и могућност да дођу до новца продајом вишка производа у граду. Био је уведен и посебан порез за одбрану земље; феудалци су произвољно повећавали износ редовних и ванредних намета и мобилисали сељаке у феудалну војску, намећући им често и обавезу издржавања најамника.
Притиснути од властелина, цркве и државе, сељаци су претили исељавањем и склапали савезе ради одбране пред покрајинским кнезом, а од 1478. дизали буне (у Корушкој) и захтевали стару правду, што је значило повратак на обавезе које су биле у обичају до средине 15. века.
Рат са Млечанима погоршао је ионако тежак положај поданика. Борбе нису директно утицале на територију "словеначке" сељачке побуне која је избила усред ових борби. Али трошкови рата резултирали су великим порезима сваке године, покрајинска војска је позивана више пута, рат је увелико ометао трговину са Италијом. Прво је уведена нова царина на извоз стоке, а на крају је стигла потпуна забрана трговине на граници са Венецијом. Поред тога, цар је такође морао да попусти сталежима и одрекне се надзора земљишне властеле и делимично повуче своје правосудне реформе.
Савремени извори ову побуну називају „словеначким сељачким савезом“ јер је њен обим у великој мери одговарао словеначкој територији. Покрет је од самог почетка био много зрелији од Корушке побуне 1478. Устанак 1515. године заправо је рођен из сељачких захтева за „старом правдом“, односно обичајем и начинима покоравања који су били уобичајени пре покушаја феудалних господара да ојачају власт над земљом и повећају своје приходе разним иновацијама. Међутим, у овој ситуацији, побуњеничка борба за "стару правду" значила је борбу за напредак. Аспирације племства представљају јасан покушај да се коло историје врати уназад. Сељачка "стара правда", која садржи захтеве за делимичном слободом у трговини и занатству, у замену за плаћање дажбина у новцу, а не у натури, одупирала се феудалном ширењу племићких права и тлаке, без сумње је била напредна борба за очување старих, и истовремено за промоцију нових права. Овог пута, побуњенички покрет је од почетка имао јасну анти-феудалну оријентацију, коју нису маскирали други циљеви и који се логично развијао у шире револуционарне планове током побуне.

## Устанак

### Сељачки савез
Побуњенички покрет рођен је из три, четири старија и независна побуњеничка центра. На подручју око Кочевја земљорадници су дуго одолевали насиљу грофа Турна, који је успео да удвостручи приходе од своје земље у једној деценији; Толминци, који су под Хабсбурговце дошли тек 1509. године, одупирали су се новом, оштријем феудалном режиму Тиролца Нојхаусера од 1513. године, а били су незадовољни и теретом рата са Млечанима; Полхов Градец се већ 1514. жалио цару због Гашпара Ламберга, али покушај помирења у Крању није успео; нова брана на Љубљаници изнад Љубљане проузроковала је поплаву на око 700 фарми све до Бистре код Врхнике и изазвала жестоке протесте сељака на покрајинском сабору. Коначно, неколико година, поданици из Бледа и Бохиња опирали су се разним даћама, а 1515. године спорили су се са грађанима из Радовљице због сеоских заната, који су желели да их угуше: грађани су послали наоружане људе у околину града да униште сеоске радионице. Побуну против Турна нехотице су запалиле и сами државни сталежи, који су га, у писмима цару, више пута упозоравале на његово насиље над поданицима друге властеле у његовом суседству од 1510. године: ишао је тако далеко да је чак заробио поданике са суседних имања и продао их у иностранство. Сва сељачка незадовољства, међутим, повезивале су препреке у сељачкој трговини, пошто је граница са Фурланијом била затворена дуги низ година због рата са Венецијом.
Већ првих месеци 1515. године, раније изоловани побуњенички центри почели су се формирати у облику широког сељачког савеза. Када су побуњеници изненадили неки од својих скупова, најкасније средином марта, с Турном и његовим омраженим стјуардом Стрженом и убили их обојицу, то је покренуло побуњенички покрет. Већ крајем марта сељачки савез, према некој поруци, имао је око 20 000 чланова и проширио се од Кочевја кроз долину Рибнице до Горењске, где су му се придружили поданици од Бохиња до Камника и Полховог Градеца. Већ за то време, поред повратка старој правди, сељачки савез је тражио и право да одлучује о ванредним порезима. Пољопривредници "не желе више да плаћају порез, осим онога што ће цар затражити и желе и послати им затворено писмо или одговор; на овај начин су припремљени и послушни дан и ноћ, са животом и имањем за оно што би цар желео од њих. "
Крањска провинцијска скупштина затражила је помоћ од цара представника на њеним састанцима. Закључио је да су специјални комесари стигли у Крањску средином априла, али су их побуњеници одбили на скупу у близини Љубљане и послали своје заменике директно цару Максимилијану. Цар, који је одбио да одобри нови хитни порез за рат против Млетачке републике, јер је сматрао да ће то додатно повећати незадовољство сељака, забранио је сељачки савез пре доласка сељачке мисије, али је желео да користи сељаштво. побуна ради јачања његове моћи у односу на феудалце. Због тога је и он љубазно примио пољопривреднике и обећао им своје посебне комесаре који ће истражити ситуацију и помоћи субјектима да изађу на правду. Од тада надаље, побуњеници су били чврсто уверени да је цар на њиховој страни, а не на страни феудалних господара. Тек су на крају побуне схватили своју заблуду.
Године 1514. почела је буна на поседу грофа Гашпара Ламберга у Полховом Градецу, али се 1515. пренела на све словеначке покрајине (осим Приморске). У марту 1515. сељаци су убили омрзнутог грофа Јулија Турна у близини замка Кочевје. После тога убрзано су почеле припреме за општи устанак. Одржавани су зборови сељака, одрицана послушност феудалцима, полагана заклетва и почело се са организовањем сељачких савеза у устаничким жариштима око Кочевја, Полховог Градеца, Рибнице, Бледа, Радовиљице, Крања и Камника, и њиховим повезивањем у шири Сељачки савез. Крајем марта 1515. Савез је окупио око 20.000 чланова на подручју од Кочевја преко Рибничке долине до у Горењско, где су му се прикључили кметови од Бохиња до Камника и Полховог Градеца.
Дизање сељака на на оружје вршено је под паролом Бој за стару правду (словен. Boj za staro pravico) и Удружи се, бедни народе (словен. Le vkup, le vkup, uboga gmajna). Цару је изражавана оданост, али се тражила заштита од племића и Турака, стара правда и друге слободе. Велику улогу у буни одиграо је и национални моменат, јер су кметови били готово искључиво Словенци, а господари - већином Немци, а незадовољство су довели до крајности некажњени турски упади.

### Крањска
Средином априла 1515. крањски сељаци су на великом збору код Љубљане одбили посредништво тадашњих власти и царских емисара између њих и цара, и захтев да се разиђу. Одмах после збора освојени су племићки замкови Полхов Градец, Брдо (код Домжала), Рожек (код Моравча) и Лебек (код Вача). На великом збору сељака у Новом Месту (Крањска) донета је 14. маја одлука за напад на замкове. У снажном налету, за свега неколико дана, они су освојили замкове Шрајберски Турн (код Лесковеца), Мехово (јужно од Новог Места), Рекштајн и Боштањ (код Севнице), Мокроног, Мирну и Раку. Нарочито упорно су племићи бранили ватреним оружјем замак Мехово, али су сељаци освојили бедеме замка.

### Штајерска
Из Крањске, буна се у мају пренела у доњу Штајерску, где је 25. маја у Коњицама одржан велики сељачки збор коме су присуствовали и представници побуњених сељака из Крањске и Корушке. На збору је изабрано посебно вођство буне за Штајерску (300 људи). Покушај цара и племства да смире сељаке остао је безуспешан, и устанак се брзо ширио. У другој половини маја сељаци су освојили замкове између Сутле и доње Савиње (Подчетртек, Пилштањ, Збелово и манастир Студенице). Око 9.000 сељака је заузело је, после дводневних борби, Брежице, настављајући са још већом жестином нападе на племићка упоришта. Почетком јула освојени су замкови Куншперк, Подсреда и Бизељски град. У другој половини јуна буна је обухватила подручје око Граца.

### Корушка
У међувремену, устанак који је у Корушкој почео још у априлу, разбуктао се свом силином после сељачког сабора у Пустрици 1. јуна, на коме је учествовало око 3.000 сељака и изабрано руководство буне. У наредних неколико дана буна је обухватила подручје од Подјуне (Јаунтал) према Рожу (Росентал), уз реку Гајл (Геил) и Драву до Линца, уз реке Глину и Крку; према северу устанак се преносио у долине реке Енс (Еннс) и Мел (Молл). Сви градови у Корушкој, осим Филаха и Фелкермаркта (Волкермаркт) стали су на страну устаника.

### Цела Словенија у пламену
Док је устанак буктао у Штајерској и Корушкој, крањски кметови освојили су замкове и цркве на својој територији и принудили војску крањских сталежа (око 200 коњаника у почетном периоду борби) да се повуче у Љубљану, у коју су устаници продрли, али је напад на тврђаву био безуспешан.
До краја јуна буном је била обухваћена сва словеначка територија, осим Краса и Горице, где је живот сељака био нешто бољи. Устаници су освојили скоро све замкове, а на територији Крањске и Градове, осим Љубљане, Шкофје Локе и Крања. На ослобођеној територији сељаци су преузели сва царска права и сву власт, освојене замкове почели су уништавати и делити племићку имовину, а од захтева за старом правдом прешли су на обрачун са целим племством. Иако идеја за потпуно укидање феудализма у овој сељачкој буни није дошла до јасног изражаја, развој буне указује докле су стигли планови побуњеника. Они су, ипак, сувише касно сазрели, што је све утицало да се нису могле спречити значајне тактичке грешке и пропаст буне.

## Реакција власти

### Супротстављене снаге
Војна организација устаника ослањала се на већ постојећу војну организацију за одбрану од Турака, а у систему те одбране устаничка упоришта постали су табори (утврђења). Устаничке јединице биле су због одбране од турских навала увежбаније за одбрану, а за успех у устанку напад је значајнији. Устаничка војска била је састављена искључиво од пешадије наоружане мањим бројем пушака, вилама, косама, секирама и мотикама. Устаничке јединице делиле су се на читав низ мањих група, међусобно неповезаних по покрајинама, већ по мањим рејонима. Војне старешине били су углавном сељаци са ратним искуством из борби против Турака. На челу војске сваке покрајине стајале су војводе, са двојицом старешина и двојицом говорника или прокуратора, и њиховим помоћницима. Укупна јачина устаничких снага у највећем размаху буне цени се на око 80.000 људи (10% целокупног становништва).
Племићка војска била је боље наоружана (оклопима, пушкама и топовима) и обучена, састављена од пешадије и коњице, што је у борби против кметова одиграло пресудну улогу, мада су за одлучујуће борбе у Корушкој племићи располагали са свега 600, а у Штајерској са 900 војника.

### Царска интервенција
Снажан размах буне у њеној почетној фази изненадио је племство, које није било у стању да је у зачетку угуши. У немогућности да пруже јединствен отпор и у ишчекивању царске помоћи која није стизала, племићи су се појединачно, безуспешно одупирали у одвојеним замковима. Верујући да буна неће озбиљније угрозити поредак, цар је намеравао да је искористи као средство којим ће уздрмати моћ феудалаца и вршити притисак на сталеже да му одобре нове порезе за рат против Венеције. Али, пошто је буна узела маха, цар је одлучно устао у одбрану система, а и племство је увелико вршило припреме за коначни обрачун са сељацима.

#### Корушка
Пошто су учесници буне одбили царски захтев да се разиђу, почео је крајем јуна суров обрачун с њима. Прве значајне победе феудалаца биле су у Корушкој, где се најпре прикупило племство и где им је стигао у помоћ један одред царских трупа. Сталешке трупе и неколико стотина царских пешака освојили су крајем јуна, после жестоких борби, утврђени устанички центар Алтхофен, док се главнина устаничких снага налазила у одбрани табора у Вајчаху (Ваитсцхацх) и Ројаху (Ројацх). Група од око 1.000 устаника покушала је да поврати Алтхофен, али је била разбијена. Племићка војска је потом напала устаничко жариште у Ројаху и савладала отпор кметова. Последњи отпор корушких сељака сломљен је у Подјуну, а после тога стигла је главнина царске војске (око 1.000 пешака) у Филах. Племићи су од 25. јуна до 5. јула појединачно разбили устаничке одреде, спалили око 100 села и побили неколико стотина сељака, који су се, после првих неуспеха, поколебали и разишли кућама.

#### Штајерска
Пре него што се сељачка мисија вратила од цара, побуњеници су предузели акције. Након скупа код Новог места, којем су присуствовали неки од мештана (14. маја), они су напали и освојили три дворца у Долењској за неколико дана; највећи од њих је Меканац, који је пао 17. маја. Две недеље касније, дворци су горјели по свим словеначким земљама. У мају су, поред низа двораца у Крањској, неки дворци у штајерском Урвалду (између Сотле и доње Савиње) пали у побуну, а средином јуна отпор на Штајерском проширио се и кроз Драву. Првих дана јуна Корушка се такође побунила од Подјуне до Зиља и од јужне покрајинске границе до Гробничког поља (Краппфелд).
Уз ширење отпора, појавиле су се и његове велике организационе слабости. Прије свега, земљорадници су се одупирали феудалцима у свакој земљи; побуна није имала ни централно већ специфично вођство за сваку земљу. У самом Крањском, чини се да су постојала чак два центра (у Горењској и Долењској). Тек с проширењем отпора на Штајерској постојала је јасна веза с крањским земљорадницима, јер су се већ 25. маја побуњеници окупили на великом скупу у близини Коњица, што не би било могуће да побуна није била припремљена прије пада Меха. Међутим, на овом састанку је изабрано посебно, незграпно велико руководство Штајерске (300 представника) из свих покрајинских дворских округа који су учествовали у побуни, а ово руководство је одбило захтев корошких поданика да помогну у организацији сељачке удруге у Корушкој. Управо је у то вријеме настала та унија - припремљена раније контактирајући сељаке с побуњеницима на Горењском - независно са центром у Лабошкој и Межишкој долини; овде су изабрали уско вођство (поред пет војних заповједника, још два „прокуриста или говорника“ и два „мајстора кварта“, односно припадници који су пружали бригу).
Људи који су стали на чело побуне дају врло оскудне и ретке информације. У средишту устанка на Горењском крају био је сељачки кландер из подручја Радовљице, који је такође користио мистични верски покрет за ширење побуне, раширене од средине 15. века међу сељацима у облику отпора свећенству. Поред Кландера, у Радовљици је био и "крстасти кројач", што указује на учешће занатлија у побуни. У Корушкој су вође Лабоске и Мезишке долине били вође, чија су једина имена позната, док о вођама Штајерске устанике не знамо много, али чињеница да су након завршетка побуне кажњени у Гразу смрћу 136 побуњеника. такође 10 њихових вођа и 13 заповједника. Али истрајна потрага за вођама побуне, од којих су неки побегли на млетачко подручје, ипак доказује њихов велики значај за избијање и ток побуне.
Војна организација побуњеника није била главни узрок крајњег неуспеха. Ослањала се на организацију формирану у одбрани Турака. Упоришта побуњеника су пре свега била турска сељачка утврђена "логора", а побуњеници су такође имали барем делимично право оружје које су земљорадници морали набавити у складу с одредбама "војног реда" из 15. века. Управо је то разлог због чега су покрајинске скупштине након завршетка побуне захтевале да се ово оружје убудуће задржи у каштелима и да се кампови руше јер ће вероватно пољопривредницима понудити "премало заштите". У извесном смислу побуњеници заиста нису били довољно спремни за борбу. Њихови покушаји борбе против Турака били су ограничени на одбрану, а за победу побуне био је потребан напад. С друге стране, фармери нису имали коњицу - коњица је у неким борбама племићима донела племенит успех. Напокон је била аристократска, а нарочито царска војска боље наоружана мускетима и малим топовима, што сељаци сигурно нису имали; осим тога, обучавана је у новој Ландскнехтовој тактики (заједнички напад пешадије, подељен у неколико редова), која је од тог доба дала значајну предност обученој плаћеничкој војсци. Међутим, указује на пуко упоређивање броја побуњеника (с највећим порастом побуне од око 80.000) и аристократске војске током одлучујућих борби (око 600 у Корушкој и око 900 војника у Штајерској) да су те ствари само олакшавале, али не и лакше омогућило племству да тријумфује.
Међутим, упркос постепеном развоју планова побуњеника, низ тактичких потеза показао је идеолошку неискреност међу побуњеницима. Типична је нада барем гомиле побуњеника да ће им цар помоћи у њиховој борби, рекли су да су окупирали дворце "у име цара", а корошка побуњеничка војска такође је кренула на марш са транспарентом на којем је цар у потпуном украсу. Међутим, управо је царска војска снажно подржавала племство током одлучујућег периода борбе против побуњеника.
Концептуална двосмисленост огледала се и у унутрашњем разбијању самих предмета. Од почетка побуне оснивају се различите интересне групе. Некад је била потребна присилна мобилизација, већ су и пронађени издајници који су ширили лозинке за отпор, како сведоче извори. Типично је у Коњицама чак и руководство штајерске побуне покушавало умирити устанак, пуким обећањем да ће цару поднети сељачке жалбе. Коначно, та унутрашња незрелост и недовољно тактичко искуство показали су се и у фаталном расцепу побуњеничких снага на читав низ малих група које нису биле везане за поједине земље, већ за читав низ мањих округа. Ова чињеница је природно условљена самим карактером сељачког посла и сељачком везаношћу за своје газдинство током летњег теренског рада. Међутим, врло је типично да у Крањској, где је било средиште побуне, уопште није било отпора аристократској војсци због пораза у суседним земљама у којима крањски сељаци нису учествовали ни у једном облику на побуњеничкој страни. Сила која би била уједињена за аристократску војску била је, дакле, подељена у низ мањих дивизија, које није било тешко победити.
У првом периоду, међутим, велика побуна спречила је планове унутрашњоаустријских покрајина да зауставе побуну у Крањској првих дана јуна са Стаљиновом војском - имали су је на располагању много брже него за време разних турских напада. Међутим, након првих великих побуњеничких успеха, уследило је кратко успавање. У Штајерској се барем један део побуњеника договорио крајем маја, чак и да се помири са феудалима, под условом да повјереници покрајина цару предају сељачке притужбе.
За то време, сеоски станови су се грозничаво припремали за борбу против побуњеника. 15. јуна, штајерске су снаге побиле побуњенике код Коњица и том приликом осветиле око 400. Међутим, крањски су станови преговарали с хрватским феудалцима да им помогну. Крањски посланик Марко Клис (пореклом из Далмације) своју је мисију искористио за врло уносан посао: заробио је око 500 жена и деце побуњеника и продао их у Хрватском приморју током побуне.
Као одговор на та незамислива злодела, побуњеници су се поново окупили, за нешто више од 2.000 дана, и заузели Брежице, где су се нашли Клис и неки други племићи и прва хрватска помоћна чета, и побили све бранитеље каштела Брежице. У Крањској су побуњеници, уз неколико изузетака, "доведени под своју вољу" по свим градовима, манастирима и дворцима (са изузетком крша, који побуна није била ни заробљена). Шеф државе, гроф Ауерсперг, у писму је отворено признао: „Овде у земљи смо превише лоши према сељацима и немамо помоћ ни одбрану. Стога рад царских саветника и комесара неће бити велики успех: већина племића буде протерана и пљачкана. помозите јер у супротном "та опакост неће престати и племство неће моћи да живи у земљи".
У Штајерској се побуна проширила у другој половини јуна, готово до Граца. У Корушкој је племство окупљено у Великовцима прво пребегло у главни град провинције Шентвид, али пошто је до побуњеника могло доћи само због симпатија мештана, тек пошто је претило силом, повукло се даље западно до Бељака. У исто време када се отпор проширио на готово целу Корушку (цео источни део земље до линије од Врбског језера до Горње Крке и долине Драве и Зиља на западу), побуњеничка војска од 2.000 људи продрла је у феудалну војску да би стигла до Бељака. Овај град је такође био спреман да заузме неутралан став између две стране, када је штајерски провинцијски намесник Диетрицхстеин пренео вести да је царева војска стигла племству у помоћ од цара.
Тако се отпор проширио на готово целу словеначку територију. Једини изузетак био је крш, али због бољих прилика за сељачки живот у вези са сељачком трговином. Такође у Горици, у јуну је основан сељачки савез који је послао своје жалбе против покрајинског гувернера цару. Међутим, није било напада на замкове. Према неколико извештаја, у побуни је у то време учествовало око 80.000 сељака, што је више од десетине укупног становништва. У ово доба највећег пораста побуне, такође се значајно шири захтев побуњеника: они преузимају сва "царска права", односно обичаке и обичаје, као и црквене и секуларне судове. Све је више жалби и против баријера у трговини пољопривредом. Уништили су окупиране дворце и поделили покретну имовину која је пронађена у њима. Тако је започела одлучна конфронтација са феудалним системом, замењујући некадашњу борбу за "стару правду".
== 
До почетка јула племство је добивало вијести о новим и новим сељачким успјесима; између осталог, почетком јула заузели су дворац у Цељу. Међутим, од друге половине јуна, аристократска војска била је све активнија и у то време се у помоћ појавила значајна царска војска. Иако је цар побуне искористио да би ојачао свој ауторитет у односу на произвољне покрајинске скупштине, одлучно је одбранио постојећи друштвени поредак на коме је почивала његова власт. Уз помоћ прве јединице војске, која је такође стигла у Бељак, корушки феудалци, потпомогнути штајерским покрајинским заповједником Диетрицхстеином, угасили су побуну у борбама против појединачних побуњеничких група у Роз, Хуттенбергу, долини Лабоз и Тамнице између 23. јуна и 5. маја, у којима су побуњеници били строго кажњени. Крајем јуна ударио је из Граца на југ са 900 сталешких најамника Јуриј Херберстеин, кога су покрајински сабори унутрашњих аустријских покрајина изабрали као заједничког заповедника против побуњеника. Након што је разбио мање побуњеничке јединице у Вилдону, Глеисдорфу и Вузеници, прошао је поред Словењ Градца према Цељу. Код Цеља је око 10. (вероватно у недељу 8) јула коначно победио нижештајерске побуњенике у бици коју су сами побуњеници започели нападом на град. Без обзира на велике губитке на страни побуњеника, Херберштајн је са својим најамницима и око 1.500 царских војника (који су му притекли у помоћ после битке) још готово две недеље чистио околна села и кажњавао побуњенике "подметањем пожара, вешањем, набијањем на колац и на друге начине "(жалба царске комисије против таквог понашања). Након 22. јула дошла је на ред Крањска, где су сељаци и након Цељске битке опседали дворце и освајали градове. Али чим је Херберстеин 22. јула прешао Саву код Рајхенбурга, слика се, наравно, променила. Следећих дана је на овој земљи окончана побуна, а један извор каже, с правом, о овом преласку Саве: „Тако је (сељачка) заједница раскинута“.

## Последице
Најгора казна због побуне било је понашање племићке војске. Сви извори говоре о суровости коју Валвасор описује са типичним одобравањем. Каже да су сељаци брзо "срушени и жестоко кажњени након доласка Херберстеинове војске у Крањску. Одузели су им иметак, а многима од њих и живот. Многи су избодени, обешени или претучени. Многима су спаљене куће. Остали су морали платити један златник од куће. Овако су очистили жуч." Поред ове прве, најстроже казне, побуњеници су касније оптужени и за друге кривице. Сваке године морали су плаћати посебан „побуњенички новчић“, а тлаком су морали надокнадити сву штету коју су претрпели феудалци. Након побуне, уследила је још тежа експлоатација од оне коју су кметови трпели пре побуне. Само у Корушкој сељаци су постигли значајан успех током ове побуне: према документу из 1557. феудалци су се морали сложити да се било какав спор с поданицима реши у присуству сељачких агената пред редовним покрајинским судом за племство, али не пред господаревим судом. Можда је то разлог зашто у Корушкој више нису избијале велике сељачке побуне.
Казна, наравно, није била ограничена на кметове, већ се односила и на њихове савезнике. Управо с обзиром на положај мештана у Шентвиду током побуне, корушка престоница сада је пребачена у Клагенфурт, а поједини мањи градови и пијаце морали су чекати дуже време после побуне како би потврдили своја права.
Без обзира на то, ове побуне су били прекретница у словеначком развоју. Словенци су се први пут у шест векова показали као важан фактор у политичком животу и задали су прве тешке ударе феудалном поретку. Побуњенички захтеви показали су пут који је довео до неких друштвених темеља на којима је засновано много касније словенско национално буђење. На овај начин изграђени су први темељи формирања словенске нације, а управо у вези са словенским сељачким бунтом 1515. године сачуване су прве словенске штампане речи - иако у немачкој песми, од врло симболичног значаја за сав даљи развој Словеније: "Подигли су вапај" Старе правде "(Стара правица); сви су хтели да се освете и ослабе власт свог господара. На окуп, бедни народе. (Леукхуп, леукхуп, леукхуп, леукхуп сиромашан гмаин)."